# Nightrain
Nightrain è un singolo del gruppo musicale statunitense Guns N' Roses, il quinto estratto dal primo album in studio Appetite for Destruction e pubblicato il 29 luglio 1989.
Viene sempre suonata dai Guns 'n Roses durante i loro concerti, e spesso la canzone apriva i concerti dello Use Your Illusion Tour.

## La canzone
Si tratta di un omaggio al vino californiano Night Train Express, noto per la sua economicità e per l'alto contenuto di alcol. I Guns abusavano di Night Train Express ai loro esordi.
Duff McKagan in un'intervista afferma che: "Eravamo nello studio di registrazione a Gardener Street. Non avevamo soldi, ma poi trovammo per caso un dollaro e andammo subito ad un negozio di alcolici. Ci ritrovammo tra le mani un grande vino chiamato “Night Train Express”, che può mandarti al tappeto con un solo dollaro. Cinque dollari e ci puoi anche morire.
Secondo i Guns, la canzone fu scritta 'in situ', cioè proprio mentre stavano bevendo il “Night Train Express”. Altri sostengono che in realtà la prima versione fosse stata urlata da uno della band, mentre tornavano in studio dopo aver comprato il vino.

## Tracce
45 giri
1. Nightrain (LP Version) – 4:26
2. Reckless Life (LP Version)

33 giri, 3" CD
1. Nightrain (LP Version) – 4:26
2. Reckless Life (LP Version)
3. Knockin' on Heaven's Door (Live Bob Dylan Cover)

## Formazione
- W. Axl Rose – voce
- Slash – chitarra solista
- Izzy Stradlin – chitarra ritmica, cori
- Duff "Rose" McKagan – basso, cori
- Steven Adler – batteria

## Classifiche
| Classifica (1989)             | Posizione massima |
| ----------------------------- | ----------------- |
| Australia                     | 61                |
| Belgio (Fiandre)              | 39                |
| Irlanda                       | 2                 |
| Nuova Zelanda                 | 21                |
| Regno Unito                   | 17                |
| Stati Uniti                   | 93                |
| Stati Uniti (mainstream rock) | 26                |